# Rivière Muskiki
Rivière Muskiki är ett vattendrag i Kanada.   Det ligger i provinsen Québec, i den östra delen av landet, 600 km norr om huvudstaden Ottawa. Rivière Muskiki ligger vid sjön Lac Soscumica.
I omgivningarna runt Rivière Muskiki växer i huvudsak blandskog. Trakten runt Rivière Muskiki är nära nog obefolkad, med mindre än två invånare per kvadratkilometer.